# تاریخ کرمان در دوره قاجار
کرمان، با این وجود که موقعیت جغرافیاییش در پیرامون پادشاهی قاجار قرار داشت، مرکز وقایع مهم متعددی در این دورهٔ مهم انتقالی در تاریخ ایران بود. کرمان از نظر سیاسی هرگز به خوبی در حکومت قاجار ادغام نشد. اداره این ولایت، اخذ مالیات، زمینداری، تجارت و نهادهای مذهبی در سیطرهٔ خانوارهای نخبگان محلی بود که در عین حال دسترسی به منصوبین قاجار در آنجا را در انحصار خود داشتند. به هر روی، کرمان از نظر اقتصادی در خط مقدم تغییرات مرتبط با جذب شدن ایران در ساختارهای اقتصادی جهانی بود. نخبگان کرمانی ارتباطات جامعهٔ خود با تجارت خارجی را، خصوصاً از راه سرمایه‌گذاری در کشاورزی تجاری و تولید فرش بسیار تشدید کردند. این تغییرات اقتصادی در کنار گسترش زمینداری و کنترل اداری بر مناطق روستایی توسط نخبگان شهری، به تحکیم یک اقتصادی ترکیبی منطقه‌ای پیرامون شهر کرمان کمک کرد.
کرمان، تا دهه‌های ۱۸۹۰ و ۱۹۰۰، سرچشمه‌ای از تلاطمات رادیکال ملی گرایانه و مشروطه طلبانه شده بود و روشنفکران و فعالان کرمانی در گردهم‌آوری یک ائتلاف انقلابی علیه استبداد قاجار در آستانهٔ انقلاب مشروطه نقشی کلیدی ایفا کردند. این جنبش علیه فرمانروایی پدرشاهانهٔ قاجارها تا حدی از طریق پیوندهای قوی با خاندان‌های سرشناس محلی رشد کرد، و هنگامیکه نهادهای مشروطه شروع به به چالش گرفتن اقتدار این خانواده‌ها در حکومت محلی کردند، جنبش مشروطه در کرمان رو به افول رفت. تا جنگ جهانی دوم، کرمان در جریان بازی بزرگ روسیه و انگلستان در آسیای مرکزی و ایران، به طور کامل در منطقهٔ نفوذ بریتانیایی‌ها قرار داشت و متعاقباً در جریان جنگ توسط پلیس جنوب اشغال شد.

## امور سیاسی

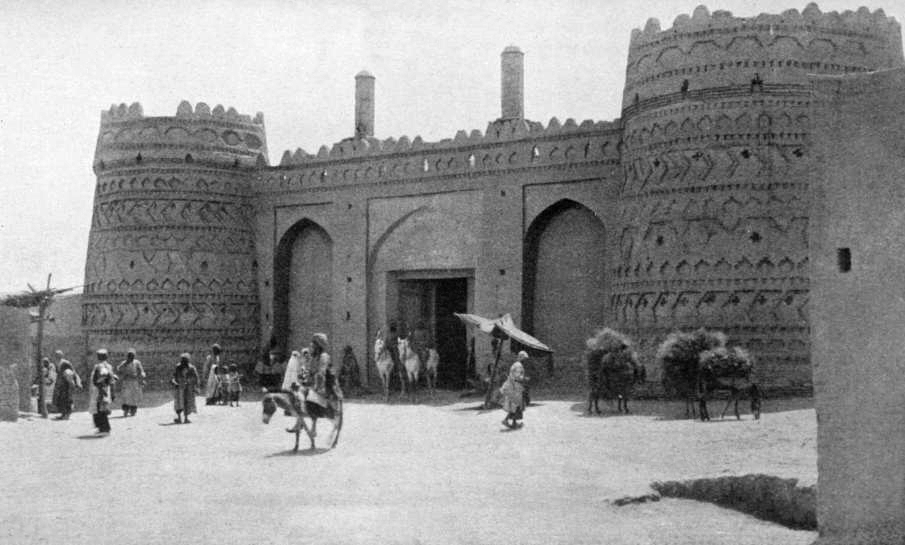
دروازه مسجد که نیروهای قاجار پس از پیروزی در نبرد از طریق آن وارد کرمان شد.

کرمان در آغاز دورهٔ قاجار تجربهٔ دردناک و خشونت‌باری را از سر گذراند. در مارس ۱۷۹۴ که آغا محمد خان قاجار، مؤسس سلسلهٔ قاجار، در حال تحکیم قدرت خود بر فلات ایران بود، لطفعلی خان شاهزادهٔ زند در تلاش برای پیشبرد ادعای خود بر تاج و تخت شاهی وارد کرمان شد. او در آنجا میان نیروهای سیستانی و افغانی و عشایر استخدام شده از لرستان، بوشهر و جوپار مورد حمایت قرار گرفت. یک بازرگان و زمیندار محلی به نام آقا علی شمسایی کرّانی، به گفتهٔ نتیجه‌اش احمدعلی خان وزیر کرمانی، در رأس نخبگان شهر که وفادار به قاجار بودند قرار گرفت که با شاهزادهٔ زند مخالفت می‌کردند. آقا علی وقتی اموالش مصادره شد مستقیماً از آغا محمد خان دادخواهی کرد و او را تشویق کرد شهر را فتح کند. در ۲۹ ربیع‌الاول ۱۲۰۹/ ۲۴ اکتبر ۱۷۹۴ گروهی از تفنگداران جوپاری مسئول پاسبانی بخشی از دیوار شهر، دروازه را باز کردند و به نیروهای قاجار اجازه دادند وارد شوند. در پی فتح شهر به دست قاجارها، بیشتر شهر نابود شد، هزاران نفر کشته یا کور شدند، و زنان و کودکان بیشماری به بردگی گرفته شدند. جان ملکم، در سال ۱۸۱۰ گزارش کرد که در سفرهایش در سراسر ایران، با این گداهای کور کرمانی ملاقات کرده است.
گفته می‌شود تنها جان به در بردگان این شهر ده تا دوازده هزار نفری است که در خانهٔ محبوب تازهٔ قاجارها، آقا علی شمسایی که پسرش متعاقباً برگمارده شد تا به عنوان نخستین حاکم قاجاری شهر بر مخروبه‌ها نظارت کند، پناه گرفتند. لطفغلی خان موقتاً به شهر بم گریخت، تا این که میزبانش به او خیانت کرد، و او دستگیر، کور و نهایتاً به دست آغا محمد خان اعدام شد. او با بریدن سر صدها زندانی و ایجاد هرمی از جمجمه‌های آنها در بم پیروزیش را جشن گرفت.
این اقدام خشونت‌آمیز برای نخستین بار پس از سقوط سلسلهٔ صفوی دوره‌ای طولانی از پایداری سیاسی را آغاز کرد. در ۱۸۰۴، فتحعلی شاه عمویش ابراهیم خان ظهیرالدوله را به عنوان شاهزاده-حاکم کرمان منصوب کرد که سریعاً شروع به بازسازی شهر، منظم سازی سازمان ولایتی، مطیع سازی سران قدرتمند عشایری در مرز بلوچستان و احیای بازرگانی با امن‌سازی مسیرهای حمل و نقل و تجارت اقدام کرد. بخش اصلی این پروژهٔ بازسازی در شهر کرمان مجموعهٔ ابراهیمیه و متمرکز بر یک مدرسه، حمام و بازار بود. ظهیرالدوله بیست پسر و بیست و چهار دختر داشت که بسیاری از آنها با ثروت و اعتبار ساخته شده از مجموعهٔ ابراهیمیه، موقوفه‌ها و زمینداری گسترده در رفسنجان در زمرهٔ جامعهٔ نخبگان کرمان باقی ماندند. پسر بزرگ ظهیر الدوله، به نام حاجی محمد کریم خان به عنوان یکی از پیروان سید کاظم رشتی، پیروی اصلی شیخ احمد احسایی، در عتبات تحصیل کرد و در بازگشت به کرمان شاخه‌ای از جنبش الهی فلسفی شیخی را در کرمان بنیان گذاشت که به خانوادهٔ ابراهیمی و دارایی آن پیوند نزدیکی داشت.
در مجموع ادغام سیاسی کرمان در حکومت قاجار محدود بود. قاجارها قلمروهای ایالتی را از طریق نظامی ساخته شده بر اساس روابط فردی و مذاکرهٔ محتاطانه قدرت بین یک حاکم منصوب از مرکز و نخبگان محلی اداره می‌کردند. ظهیرالدوله نخستین از رشته حاکم-شاهزادگان قاجاری بود که در جریان قرن نوزدهم به این شیوه بر کرمان فرمانروایی کردند. این حاکمان به صورت تقریباً خودمختار از حکومت قاجار، به همراه اعضای خاندان‌های سرشناس محلی مانند ابراهیمی‌ها (بازماندگان ابراهیم خان ظهیرالدوله)، وزیری‌ها (بازماندگان آقا علی شمسایی از طریق پسرش میرزا حسین وزیر)، و کلانتری‌ها (کلانتران موروثی شهر کرمان) کار می‌کردند. هنگام افول قدرت مرکزی که به تناوب رخ می‌داد، کرمان نیز بی درنگ دچار قیام‌هایی علیه اقتدار مرکزی می‌شد. مشخص تر از همه، آقا خان محلاتی، امام نزاری اسماعیلی که در ۱۸۳۶ به عنوان حاکم منصوب شده بود، در پی تشکیل یک ارتش مستقل در میان عشایر عطاءاللهی و حمایت مردمی ناشی از پیوند با فرقهٔ صوفی نعمت اللهی مستقر در ماهان، که شک محمد شاه قاجار را برانگیخت، در ۱۸۳۸ برکنار شد. در پی یک دوره حصر خانگی در محلات، آقا خان اسناد انتصاب را جعل کرد و مختصراً حکومت کرمان را در ۱۸۴۰ در اختیار گرفت و حمایت نخبگان شهری را برای حکومت خود به دست آورد. در پی ورود یک نیروی نظامی نسبتاً بزرگ از تهران، آقا خان از بم به هند فرار کرد، و امامت اسماعیلی از آن زمان در آنجا باقی‌مانده است.
کرمان از حدود سال ۱۹۵۸ دوباره دارای دوره‌ای از امنیت و حکمرانی خوب بود. حاکم این دوره محمد اسماعیل خان نوری وکیل الملک، بود که نخست پیشکار دولت نامی کیومرث میرزا و سپس از ۱۸۶۰ تا زمان مرگش در ۱۲۸۴/۱۸۶۷-۸ حاکم بود. دورهٔ تصدی او شاهد رشد شکوفایی بود که در طی یک دههٔ بعد ادامه یافت. در دورهٔ حکومت پسرش، مرتضی قلی خان وکیل الملک که در ۱۸۶۹-۱۸۷۸ حاکم بود، چاه بهار تحت کنترل دولت ایران درآمد. در ۱۸۷۷ بین شیخی‌ها و بالاسری‌ها نزاع پیش آمد که منجر به استعفای مرتضی قلی خان و اعزام نیرویی از تهران برای بازگردانی نظم شد. در پایان حکومت ناصرالدین شاه به نظر می‌رسد فعالیت روشنفکری قابل توجهی در کرمان وجود داشته است، و وقتی جنبش اصلاح خواهانه در انتهای قرن نوزدهم علنی شد، شماری از کرمانی‌ها از جمله میرزا آقا خان بردسیری کرمانی (که بعدتر سردبیر روزنامه اختر شد)، و نظام الاسلام، نقش مهمی در آن ایفا کردند.